# Jernvallen
A Jernvallen egy labdarúgó-stadion Sandvikenben, Svédországban. A stadion 1938-ban épült, maximális befogadóképessége 7 000 fő.
Az 1958-as labdarúgó-világbajnokság egyik helyszíne volt, két csoportmérkőzést rendeztek itt. 

## Események

### 1958-as világbajnokság
| Dátum       | Időpont UTC+1 | Pályaválasztó | Eredmény | Vendég | Forduló    | Nézők  |
| ----------- | ------------- | ------------- | -------- | ------ | ---------- | ------ |
| 1958.06.08. | 19.00         | Magyarország  | 1–1      | Wales  | 3. csoport | 20 000 |
| 1958.06.15. | 19.00         | Magyarország  | 4–0      | Mexikó | 3. csoport | 13 300 |